# Matar a Jesús
Matar a Jesús es una película dramática colombiana de 2017 dirigida y escrita por Laura Mora. Cuenta con las actuaciones de Natasha Jaramillo, Giovanny Rodríguez, Camilo Escobar, Carmenza Cossio, Juan Pablo Trujillo y José David Medina. 
Logró una gran cantidad de galardones a nivel nacional e internacional, dentro de los que destacan: el premio EGEDA en el Festival Internacional de Cine de Cartagena; cinco Premios Macondo 2018, entregados por la Academia Colombiana de Artes y Ciencias Cinematográficas, incluyendo los de Mejor Película y Mejor Dirección; el premio del jurado a mejor ópera prima y el premio Casa de las Américas en el Festival de Cine de La Habana; el premio Eroski de la Juventud en el Festival de San Sebastián, y el premio Roger Ebert en el Festival de Cine de Chicago.
La película está basada en la biografía de Mora, cuyo padre fue asesinado en Medellín.

## Sinopsis
Tras el asesinato de su padre, una joven de 22 años llamada Paula conoce al sicario que lo asesinó, un joven de nombre Jesús. Paula tendrá la difícil misión de vengar la muerte de su padre, pero descubrirá que Jesús es otra víctima más de la precaria situación del país.

## Reparto
- Natasha Jaramillo - Paula 'Lita'
- Giovanny Rodríguez - Jesús
- Camilo Escobar - José María
- Carmenza Cossio - Alicia
- José David Medina - Sancho
- Juan Camilo Cárdenas - Gato
- Juan Pablo Trujillo - Santiago